# Lacaze (Tarn)
Pour les articles homonymes, voir Lacaze.
Lacaze [la.'kazə] (La Casa en occitan [la 'kazo̞]) est une commune française située dans le département du Tarn en région Occitanie. Ses habitants sont appelés les Lacazois (los Casòls en occitan). Sur le plan historique et culturel, la commune est dans le Lacaunais, un ensemble de plateaux où l'élevage de brebis laitières est prépondérant.
Exposée à un climat océanique altéré, elle est drainée par le Dadou, le Gijou, le Bertou, le Limes et par divers autres petits cours d'eau. Incluse dans le parc naturel régional du Haut-Languedoc, la commune possède un patrimoine naturel remarquable : un site Natura 2000 (Les « vallées du Tarn, de l'Aveyron, du Viaur, de l'Agout et du Gijou ») et trois zones naturelles d'intérêt écologique, faunistique et floristique.
Lacaze est une commune rurale qui compte 317 habitants en 2022, après avoir connu un pic de population de 2 586 habitants en 1846.  Ses habitants sont appelés les Lacazois ou  Lacazoises.
En 2015, Lacaze a obtenu le 1er prix national des "Rubans du Patrimoine" pour son exceptionnelle restauration et réhabilitation du château des Bourbon-Malause et, depuis 2018, le village a reçu l'homologation Petite Cité de Caractère.

## Géographie

### Localisation
Commune du Massif central située dans les monts de Lacaune sur le Gijou.
Cette petite cité de caractère s'est construite dans un méandre de la rivière Gijou, à l'intérieur d'un cirque montagneux et sur une langue rocheuse centrale surélevée, comportant son église et son château rénové, devenu le pôle culturel de la communauté de communes Sidobre Vals et Plateaux.

### Communes limitrophes
Les communes limitrophes sont  Espérausses, Fontrieu, Le Masnau-Massuguiès, Rayssac, Saint-Pierre-de-Trivisy, Vabre et Viane.
| Rayssac                 | Le Masnau-Massuguiès |             |
| Saint-Pierre-de-Trivisy | Lacaze               | Viane       |
| Vabre                   | Fontrieu             | Espérausses |

Au nord-ouest, au nord de Rayssac, la commune de Paulinet n'est qu'à 200 mètres du territoire communal.

### Voies de communication et transports
La ligne 766 du réseau régional liO assure la desserte de la commune, en la reliant à Castres et à Lacaune.

### Hydrographie
La commune est dans le bassin de la Garonne, au sein du bassin hydrographique Adour-Garonne. Elle est drainée par le Dadou, le Gijou, le Bertou, le Limes, le Favel, le ravin de la Quintaine, le ruisseau de Boudène, le ruisseau de Font Frège, le ruisseau de Font Grésal, le ruisseau de Gréziès, le ruisseau de la Griffoulière, le ruisseau de Magnès, le ruisseau de Peyre, le ruisseau de Réveillargues, et par divers petits cours d'eau, qui constituent un réseau hydrographique de 55 km de longueur totale,.
Le Dadou, d'une longueur totale de 115,8 km, prend sa source dans la commune de Saint-Salvi-de-Carcavès et s'écoule d'est en ouest. Il traverse la commune et se jette dans l'Agout à Ambres, après avoir traversé 23 communes.
Le Gijou, d'une longueur totale de 50 km, prend sa source dans la commune de Lacaune et s'écoule d'est en ouest. Il traverse la commune et se jette dans l'Agout à Vabre, après avoir traversé 6 communes.
Le Bertou, d'une longueur totale de 20,8 km, prend sa source dans la commune de Gijounet et s'écoule d'est en ouest. Il traverse la commune et se jette dans le Gijou à Vabre, après avoir traversé 6 communes.
Le Limes, d'une longueur totale de 10,1 km, prend sa source dans la commune de Viane, aux abords du hameau du Boulayre, et s'écoule vers le sud-ouest. Il se jette dans le Girou à Lacaze.

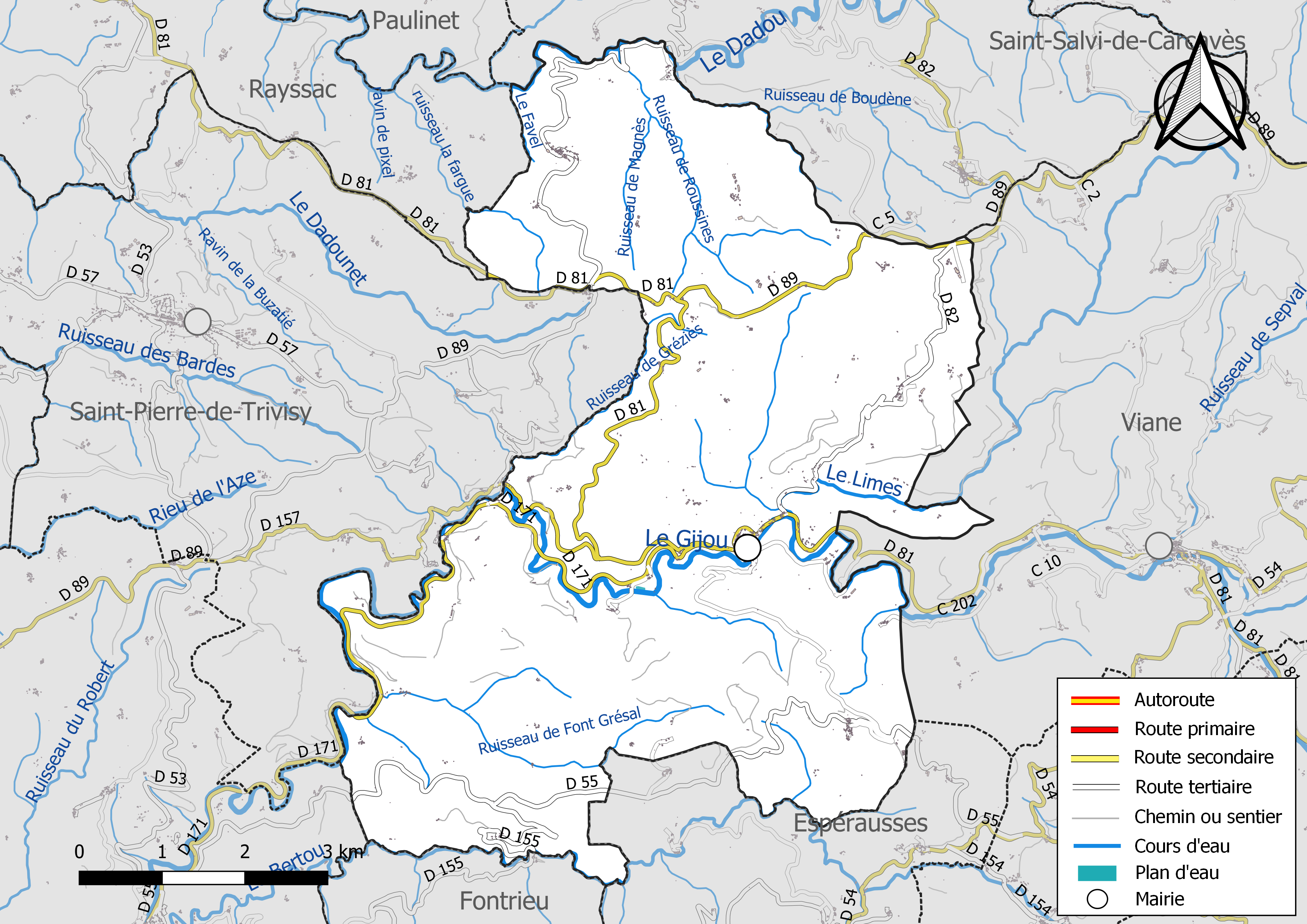
Réseaux hydrographique et routier de Lacaze.

### Climat
Pour des articles plus généraux, voir Climat de l'Occitanie et Climat du Tarn.
En 2010, le climat de la commune est de type climat océanique altéré, selon une étude du Centre national de la recherche scientifique s'appuyant sur une série de données couvrant la période 1971-2000. En 2020, Météo-France publie une typologie des climats de la France métropolitaine dans laquelle la commune est toujours exposée à un climat océanique altéré et est dans une zone de transition entre les régions climatiques « Aquitaine, Gascogne » et « Sud-est du Massif Central ».
Pour la période 1971-2000, la température annuelle moyenne est de 11,7 °C, avec une amplitude thermique annuelle de 15,5 °C. Le cumul annuel moyen de précipitations est de 1 154 mm, avec 11,6 jours de précipitations en janvier et 6,3 jours en juillet. Pour la période 1991-2020, la température moyenne annuelle observée sur la station météorologique de Météo-France la plus proche, « Lacaune », sur la commune de Lacaune à 14 km à vol d'oiseau, est de 10,2 °C et le cumul annuel moyen de précipitations est de 1 468,2 mm. 
La température maximale relevée sur cette station est de 37 °C, atteinte le 28 juin 1950 ; la température minimale est de −22,5 °C, atteinte le 16 janvier 1985,,.
Les paramètres climatiques de la commune ont été estimés pour le milieu du siècle (2041-2070) selon différents scénarios d'émission de gaz à effet de serre à partir des nouvelles projections climatiques de référence DRIAS-2020. Ils sont consultables sur un site dédié publié par Météo-France en novembre 2022.

### Milieux naturels et biodiversité

#### Espaces protégés
La protection réglementaire est le mode d’intervention le plus fort pour préserver des espaces naturels remarquables et leur biodiversité associée,.
La commune fait partie du parc naturel régional du Haut-Languedoc, créé en 1973 et d'une superficie de 307 184 ha, qui s'étend sur 118 communes et deux départements. Implanté de part et d’autre de la ligne de partage des eaux entre Océan Atlantique et mer Méditerranée, ce territoire est un véritable balcon dominant les plaines viticoles du Languedoc et les étendues céréalières du Lauragais,

#### Réseau Natura 2000

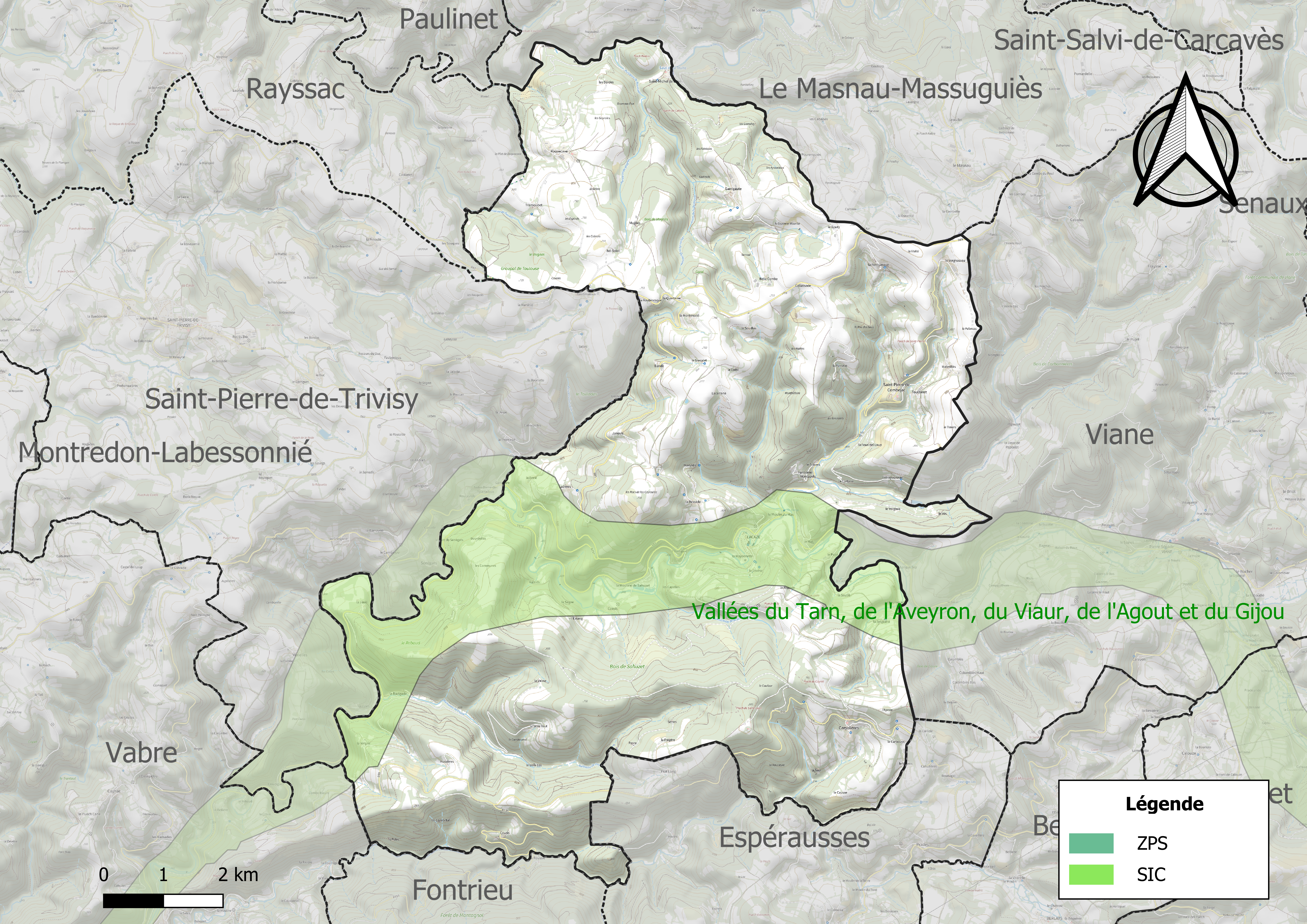
Site Natura 2000 sur le territoire communal.

Le réseau Natura 2000 est un réseau écologique européen de sites naturels d'intérêt écologique élaboré à partir des directives habitats et oiseaux, constitué de zones spéciales de conservation (ZSC) et de zones de protection spéciale (ZPS).
Un site Natura 2000 a été défini sur la commune au titre de la directive habitats : Les « vallées du Tarn, de l'Aveyron, du Viaur, de l'Agout et du Gijou », d'une superficie de 17 144 ha, s'étendant sur 136 communes dont 41 dans l'Aveyron, 8 en Haute-Garonne, 50 dans le Tarn et 37 dans le Tarn-et-Garonne. Elles présentent une très grande diversité d'habitats et d'espèces dans ce vaste réseau de cours d'eau et de gorges. La présence de la Loutre d'Europe et de la moule perlière d'eau douce est également d'un intérêt majeur.

#### Zones naturelles d'intérêt écologique, faunistique et floristique
L’inventaire des zones naturelles d'intérêt écologique, faunistique et floristique (ZNIEFF) a pour objectif de réaliser une couverture des zones les plus intéressantes sur le plan écologique, essentiellement dans la perspective d’améliorer la connaissance du patrimoine naturel national et de fournir aux différents décideurs un outil d’aide à la prise en compte de l’environnement dans l’aménagement du territoire.
Deux ZNIEFF de type 1 sont recensées sur la commune :
la « rivière Gijou amont » (274 ha), couvrant 5 communes du département, et 
la « vallée du Gijou de Lacaze à Bézergues et vallée de l'Agoût de Bézergues à la Vergne » (6 257 ha), couvrant 7 communes du département
et une ZNIEFF de type 2, : 
la « vallée de l'Agoût de Brassac à Burlats et vallée du Gijou » (15 868 ha), couvrant 17 communes du département.

Carte des ZNIEFF de type 1 et 2 à Lacaze.
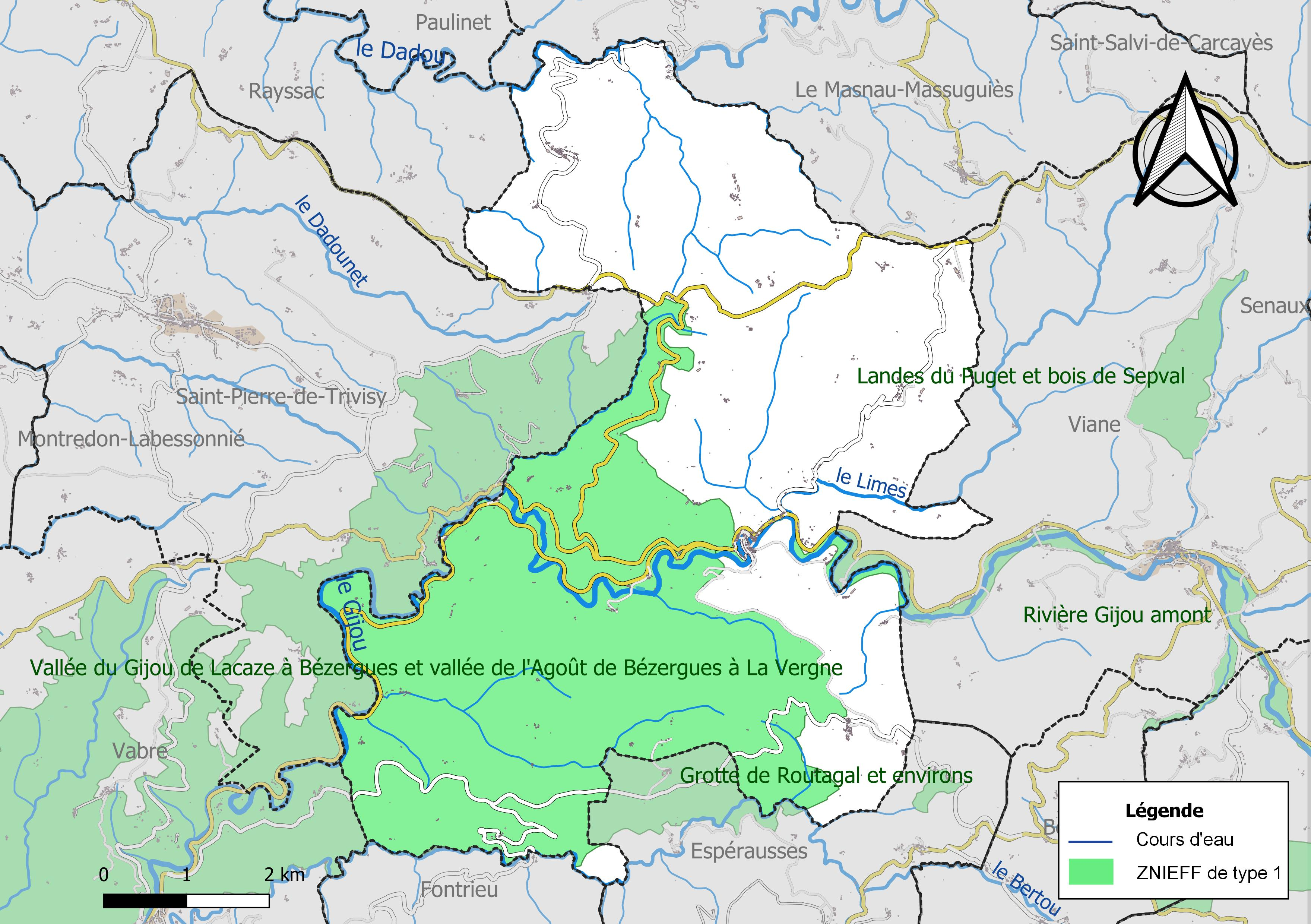
Carte des ZNIEFF de type 1 sur la commune.
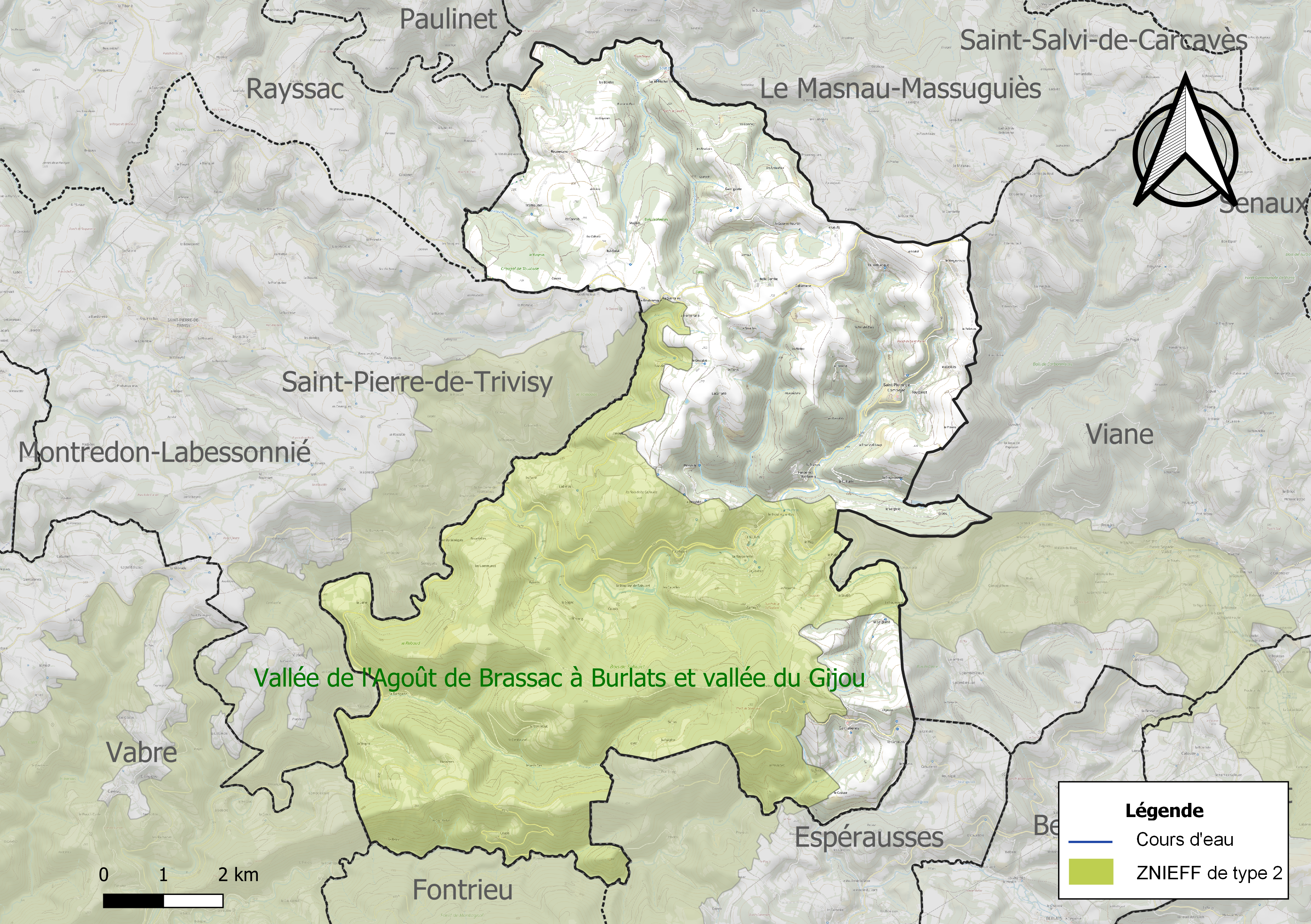
Carte de la ZNIEFF de type 2 sur la commune.

## Urbanisme

### Typologie
Au 1er janvier 2024, Lacaze est catégorisée commune rurale à habitat très dispersé, selon la nouvelle grille communale de densité à sept niveaux définie par l'Insee en 2022.
Elle est située hors unité urbaine et hors attraction des villes,.

### Occupation des sols
L'occupation des sols de la commune, telle qu'elle ressort de la base de données européenne d’occupation biophysique des sols Corine Land Cover (CLC), est marquée par l'importance des forêts et milieux semi-naturels (63,7 % en 2018), en augmentation par rapport à 1990 (62,1 %). La répartition détaillée en 2018 est la suivante : 
forêts (61,6 %), zones agricoles hétérogènes (27,4 %), prairies (9 %), milieux à végétation arbustive et/ou herbacée (2 %). L'évolution de l’occupation des sols de la commune et de ses infrastructures peut être observée sur les différentes représentations cartographiques du territoire : la carte de Cassini (XVIIIe siècle), la carte d'état-major (1820-1866) et les cartes ou photos aériennes de l'IGN pour la période actuelle (1950 à aujourd'hui).

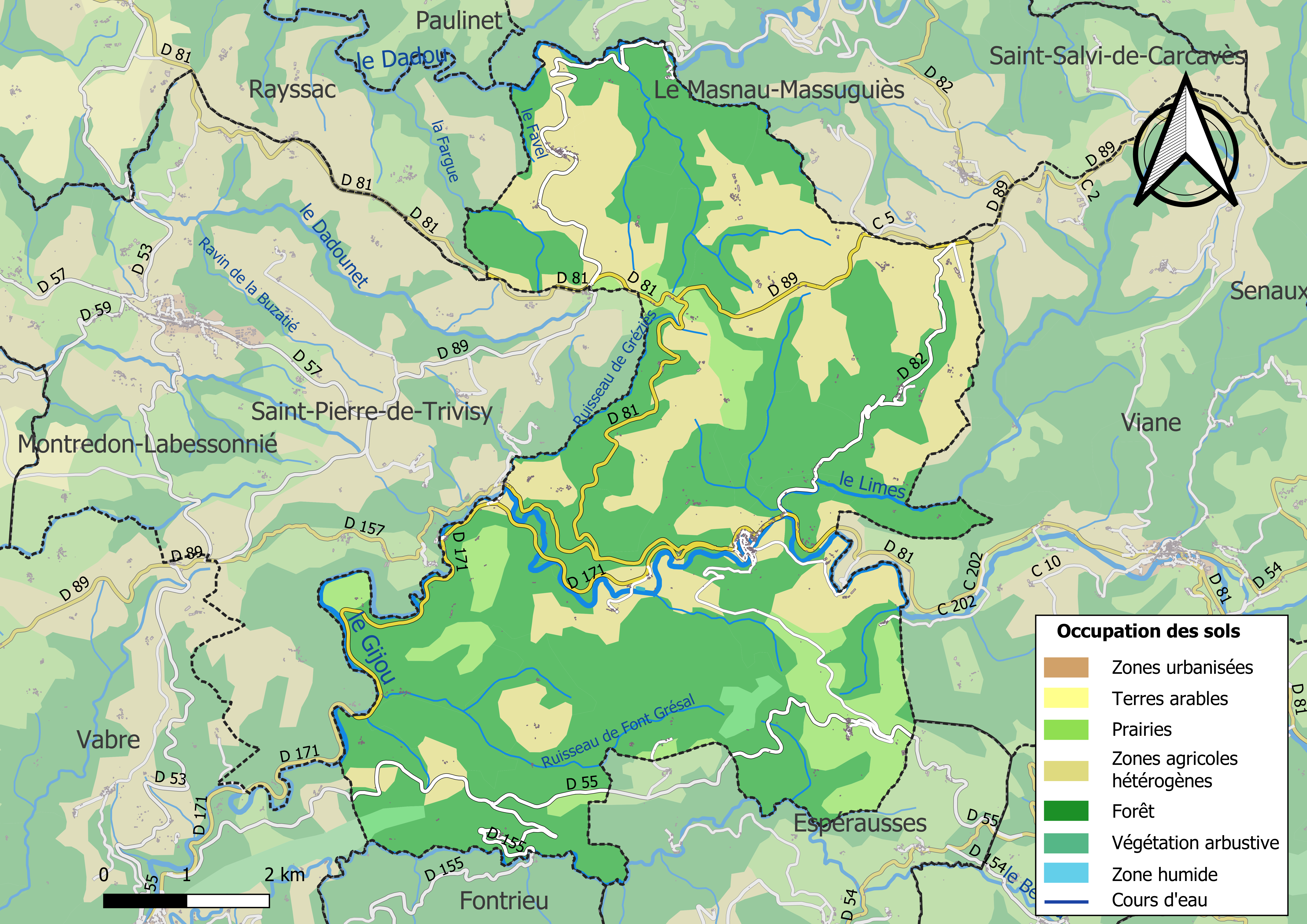
Carte des infrastructures et de l'occupation des sols de la commune en 2018 (CLC).

### Risques majeurs
Le territoire de la commune de Lacaze est vulnérable à différents aléas naturels : météorologiques (tempête, orage, neige, grand froid, canicule ou sécheresse), inondations, feux de forêts, mouvements de terrains et séisme (sismicité très faible). Il est également exposé à un risque technologique,  le transport de matières dangereuses, et à un risque particulier : le risque de radon. Un site publié par le BRGM permet d'évaluer simplement et rapidement les risques d'un bien localisé soit par son adresse soit par le numéro de sa parcelle.

#### Risques naturels
Certaines parties du territoire communal sont susceptibles d’être affectées par le risque d’inondation par débordement de cours d'eau, notamment le Dadou, le Gijou, le Limes et le Bertou. La cartographie des zones inondables en ex-Midi-Pyrénées réalisée dans le cadre du XIe Contrat de plan État-région, visant à informer les citoyens et les décideurs sur le risque d’inondation, est accessible sur le site de la DREAL Occitanie. La commune a été reconnue en état de catastrophe naturelle au titre des dommages causés par les inondations et coulées de boue survenues en 1982 et 2021,.
Lacaze est exposée au risque de feu de forêt du fait de la présence sur son territoire. En 2022, il n'existe pas de Plan de Prévention des Risques incendie de forêt (PPRif). Le débroussaillement aux abords des maisons constitue l’une des meilleures protections pour les particuliers contre le feu,.

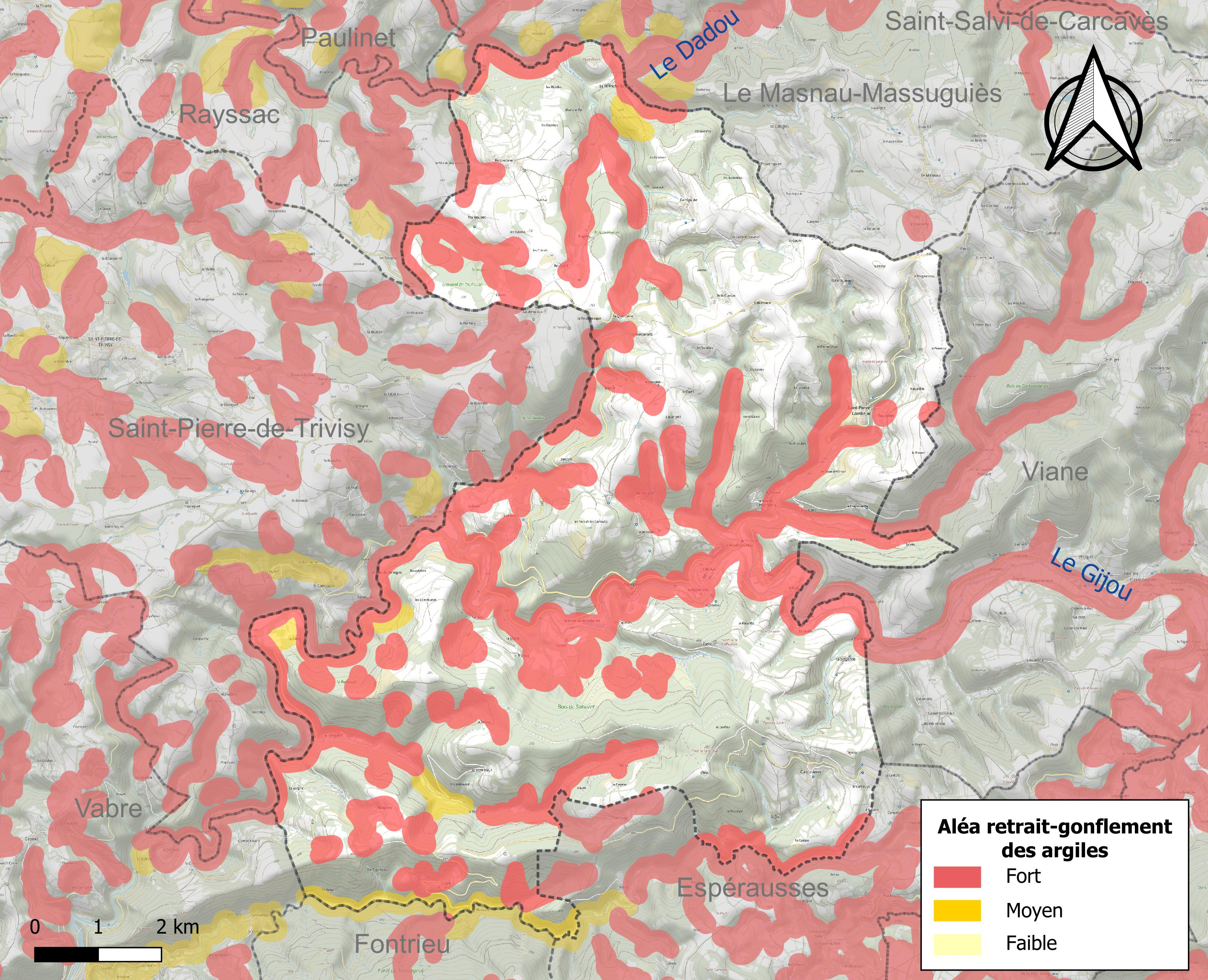
Carte des zones d'aléa retrait-gonflement des sols argileux de Lacaze.

La commune est vulnérable au risque de mouvements de terrains constitué principalement du retrait-gonflement des sols argileux. Cet aléa est susceptible d'engendrer des dommages importants aux bâtiments en cas d’alternance de périodes de sécheresse et de pluie. 32 % de la superficie communale est en aléa moyen ou fort (76,3 % au niveau départemental et 48,5 % au niveau national). Sur les 357 bâtiments dénombrés sur la commune en 2019, 233 sont en aléa moyen ou fort, soit 65 %, à comparer aux 90 % au niveau départemental et 54 % au niveau national. Une cartographie de l'exposition du territoire national au retrait gonflement des sols argileux est disponible sur le site du BRGM,.
Par ailleurs, afin de mieux appréhender le risque d’affaissement de terrain, l'inventaire national des cavités souterraines permet de localiser celles situées sur la commune.

#### Risques technologiques
Le risque de transport de matières dangereuses sur la commune est lié à sa traversée par des infrastructures routières ou ferroviaires importantes ou la présence d'une canalisation de transport d'hydrocarbures. Un accident se produisant sur de telles infrastructures est susceptible d’avoir des effets graves sur les biens, les personnes ou l'environnement, selon la nature du matériau transporté. Des dispositions d’urbanisme peuvent être préconisées en conséquence.

#### Risque particulier
Dans plusieurs parties du territoire national, le radon, accumulé dans certains logements ou autres locaux, peut constituer une source significative d’exposition de la population aux rayonnements ionisants. Certaines communes du département sont concernées par le risque radon à un niveau plus ou moins élevé. Selon la classification de 2018, la commune de Lacaze est classée en zone 2, à savoir zone à potentiel radon faible mais sur lesquelles des facteurs géologiques particuliers peuvent faciliter le transfert du radon vers les bâtiments.

## Toponymie

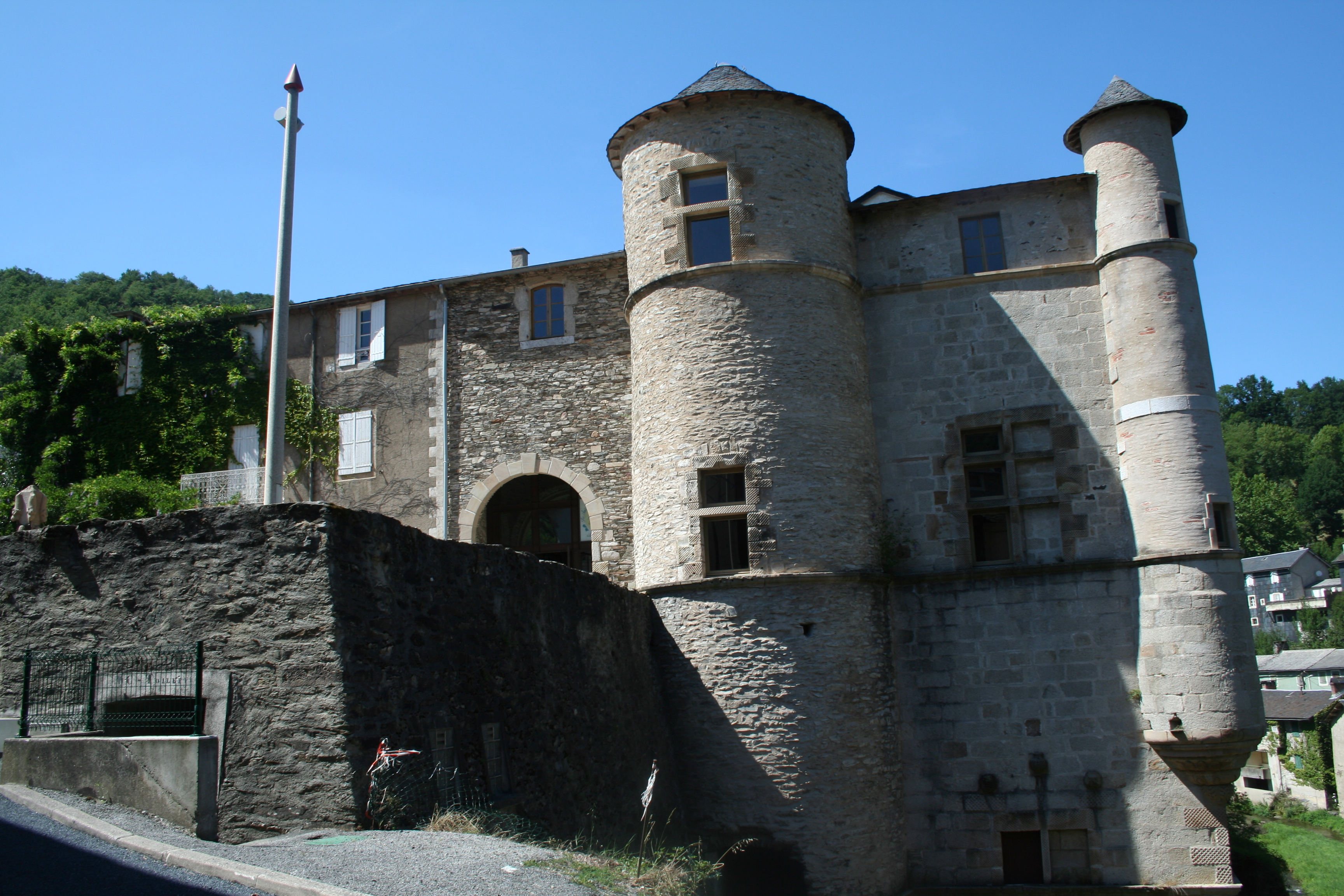
Château.

## Histoire

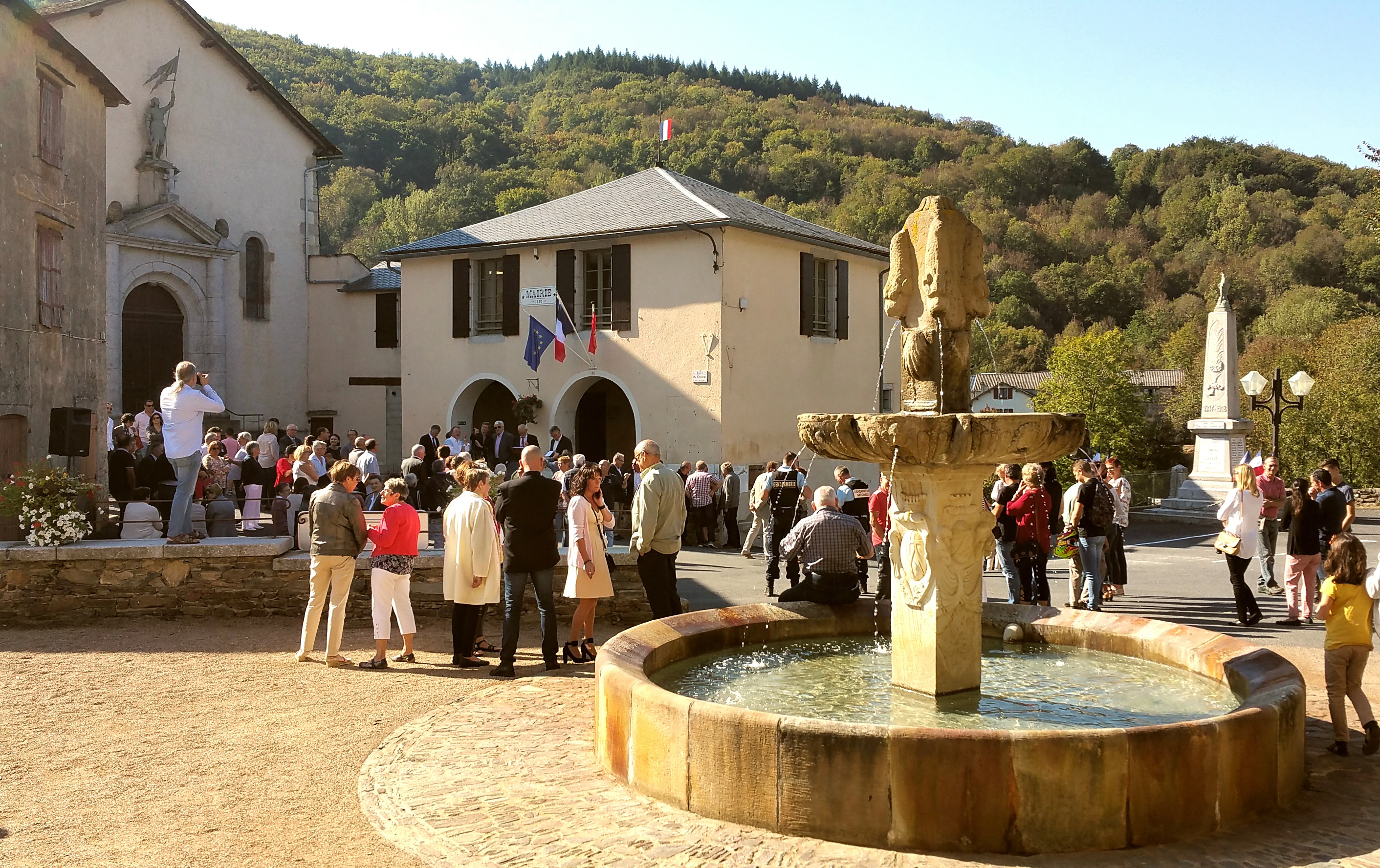
Village homologué "Petites cités de caractère" Inauguration en 2018

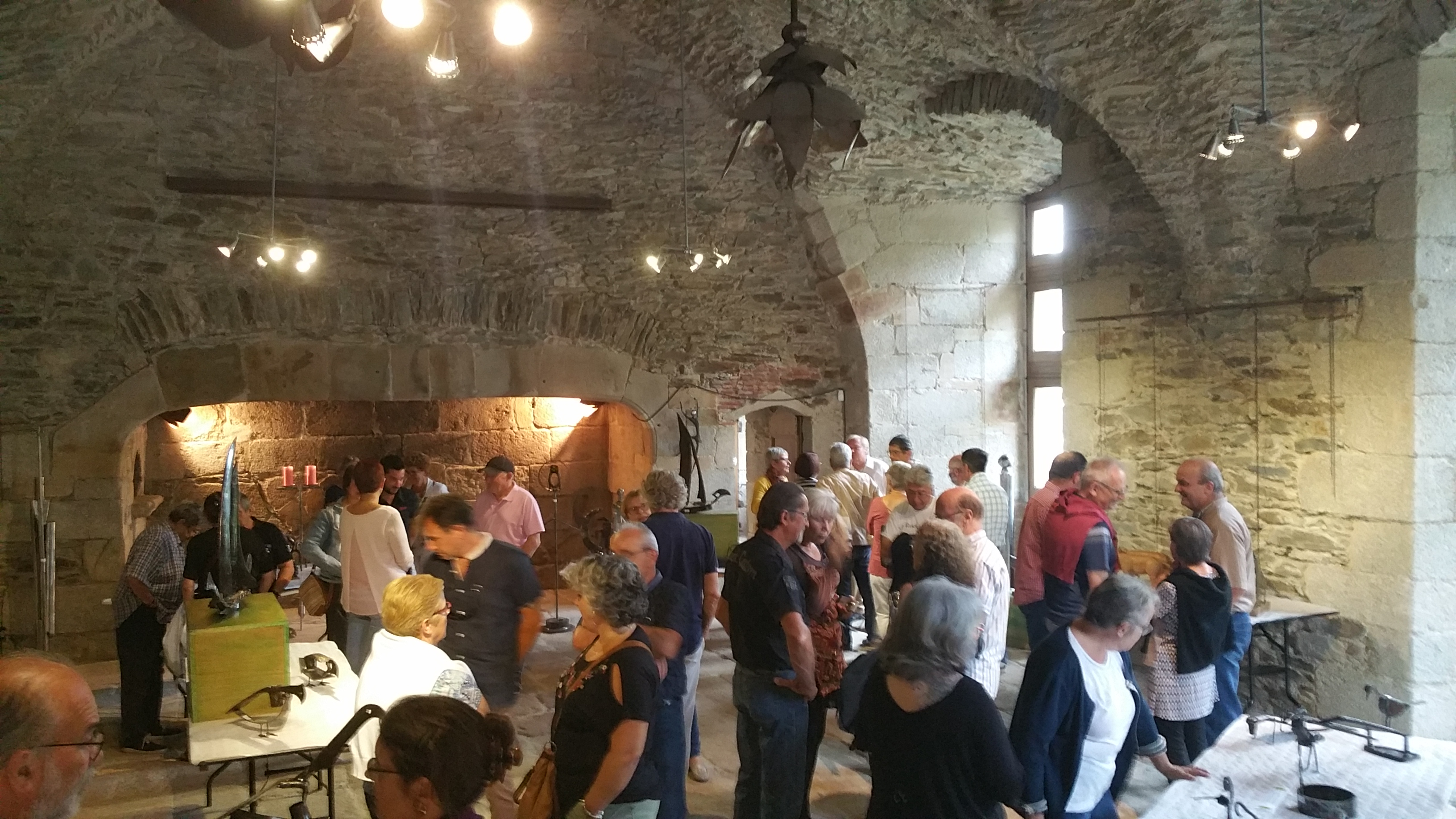
Chateau et expositions réceptions colloques etc

La communauté de Lacaze de Sénégas faisait partie de la sénéchaussée de Carcassonne et du diocèse de Castres. Les anciennes paroisses étaient : Notre-Dame de Lacaze, Saint-Jean del Frech, Saint-Michel de Léon, Saint-Pierre de Combejac, Saint-Sever de Lacaze.
- En 1790, la commune de Lacaze est rattachée au canton de Viane et au district de Lacaune.
- En l'an X, la commune passe dans le canton de Vabre et ne subsistent que trois paroisses : Notre-Dame de Lacaze, Saint-Jean del Frech, Saint-Pierre de Combejac. La paroisse de Saint-Michel de Léon sera rétablie le 24 mai 1849.
- 1818 : le hameau du Pujol passe de Viane à Lacaze. La limite est fixée au Gijou.
- 1963 : le hameau de Fraissinel faisant partie de la paroisse de Saint-Paul de Massuguiès est cédé à la commune du Masnau-Massuguiès[37].

### Les assemblées du Désert
En avril 1689, après la Révocation de l'Édit de Nantes, deux assemblées protestantes sont surprises par les dragons, à Saint-Jean-del-Frech puis à Fon Frège. Le pasteur Jean Corbière dit « la Picardié » est tué lors de la seconde assemblée.

### Héraldique
| Lacaze | Son blasonnement est : D'or au pal bretessé de sable. |

## Démographie
| 1793  | 1800  | 1806  | 1821  | 1831  | 1836  | 1841  | 1846  | 1851  |
| ----- | ----- | ----- | ----- | ----- | ----- | ----- | ----- | ----- |
| 2 074 | 1 623 | 1 904 | 2 301 | 2 365 | 2 452 | 2 520 | 2 586 | 2 427 |

| 1856  | 1861  | 1866  | 1872  | 1876  | 1881  | 1886  | 1891  | 1896  |
| ----- | ----- | ----- | ----- | ----- | ----- | ----- | ----- | ----- |
| 2 304 | 2 331 | 2 310 | 2 002 | 2 078 | 2 095 | 2 156 | 2 143 | 1 974 |

| 1901  | 1906  | 1911  | 1921  | 1926  | 1931  | 1936  | 1946 | 1954 |
| ----- | ----- | ----- | ----- | ----- | ----- | ----- | ---- | ---- |
| 1 881 | 1 880 | 1 876 | 1 524 | 1 284 | 1 145 | 1 125 | 967  | 772  |

| 1962 | 1968 | 1975 | 1982 | 1990 | 1999 | 2004 | 2006 | 2009 |
| ---- | ---- | ---- | ---- | ---- | ---- | ---- | ---- | ---- |
| 587  | 484  | 428  | 432  | 360  | 342  | 337  | 322  | 312  |

| 2014 | 2019 | 2022 | - | - | - | - | - | - |
| ---- | ---- | ---- | - | - | - | - | - | - |
| 296  | 310  | 317  | - | - | - | - | - | - |

## Économie

### Revenus
En 2018, la commune compte 153 ménages fiscaux, regroupant 302 personnes. La médiane du revenu disponible par unité de consommation est de 16 740 € (20 400 € dans le département).

### Emploi
|                | 2008  | 2013  | 2018   |
| -------------- | ----- | ----- | ------ |
| Commune        | 6,2 % | 7,1 % | 11,2 % |
| Département    | 8,2 % | 9,9 % | 10 %   |
| France entière | 8,3 % | 10 %  | 10 %   |

En 2018, la population âgée de 15 à 64 ans s'élève à 158 personnes, parmi lesquelles on compte 68,9 % d'actifs (57,8 % ayant un emploi et 11,2 % de chômeurs) et 31,1 % d'inactifs,. En  2018, le taux de chômage communal (au sens du recensement) des 15-64 ans est supérieur à celui du département et de la France, alors qu'en 2008 la situation était inverse.
La commune est hors attraction des villes,. Elle compte 62 emplois en 2018, contre 85 en 2013 et 86 en 2008. Le nombre d'actifs ayant un emploi résidant dans la commune est de 92, soit un indicateur de concentration d'emploi de 67,6 % et un taux d'activité parmi les 15 ans ou plus de 40,6 %.
Sur ces 92 actifs de 15 ans ou plus ayant un emploi, 39 travaillent dans la commune, soit 43 % des habitants. Pour se rendre au travail, 71,3 % des habitants utilisent un véhicule personnel ou de fonction à quatre roues, 18,1 % s'y rendent en deux-roues, à vélo ou à pied et 10,6 % n'ont pas besoin de transport (travail au domicile).

### Activités hors agriculture
15 établissements sont implantés  à Lacaze au 31 décembre 2019.
Le secteur de l'industrie manufacturière, des industries extractives et autres est prépondérant sur la commune puisqu'il représente 53,3 % du nombre total d'établissements de la commune (8 sur les 15 entreprises implantées  à Lacaze), contre 13 % au niveau départemental.

### Agriculture
La commune est dans les Monts de Lacaune, une petite région agricole située dans le sud-est du département du Tarn. Entre bocages et forêt, cette zone est dédiée à l’élevage de ruminants de races à viande ou laitières. Sur les plus hauts plateaux, de nombreux élevages de brebis laitières produisent le lait destiné à la fabrication du roquefort. En 2020, l'orientation technico-économique de l'agriculture  sur la commune est la combinaisons de granivores (porcins, volailles). 
|               | 1988  | 2000  | 2010  | 2020 |
| ------------- | ----- | ----- | ----- | ---- |
| Exploitations | 55    | 45    | 25    | 20   |
| SAU (ha)      | 1 978 | 1 816 | 1 346 | 866  |

Le nombre d'exploitations agricoles en activité et ayant leur siège dans la commune est passé de 55 lors du recensement agricole de 1988  à 45 en 2000 puis à 25 en 2010 et enfin à 20 en 2020, soit une baisse de 64 % en 32 ans. Le même mouvement est observé à l'échelle du département qui a perdu pendant cette période 58 % de ses exploitations,. La surface agricole utilisée sur la commune a également diminué, passant de 1978 ha en 1988 à 866 ha en 2020. Parallèlement la surface agricole utilisée moyenne par exploitation a augmenté, passant de 36 à 43 ha.

## Culture locale et patrimoine

### Lieux et monuments

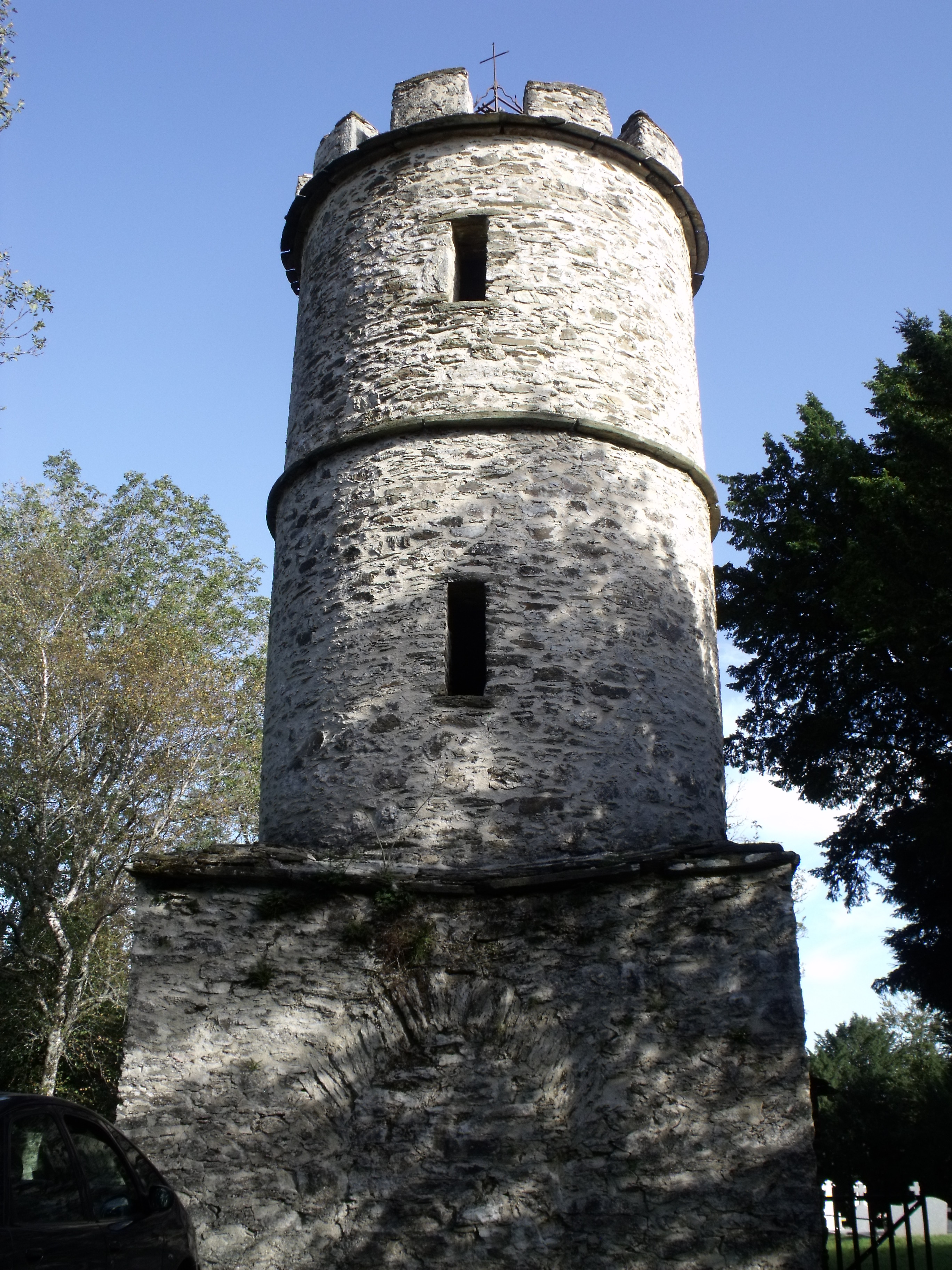
Chapelle Saint Jean del Frech

Mentionné depuis 1420, le château de Lacaze (avec la fontaine placée au devant) fait l’objet d’une inscription au titre des monuments historiques depuis 1927. Il est lauréat des rubans du patrimoine en 2015. Le village est homologué "petite cité de caractère" en 2018
- Église Notre-Dame-de-l'Assomption de Lacaze.

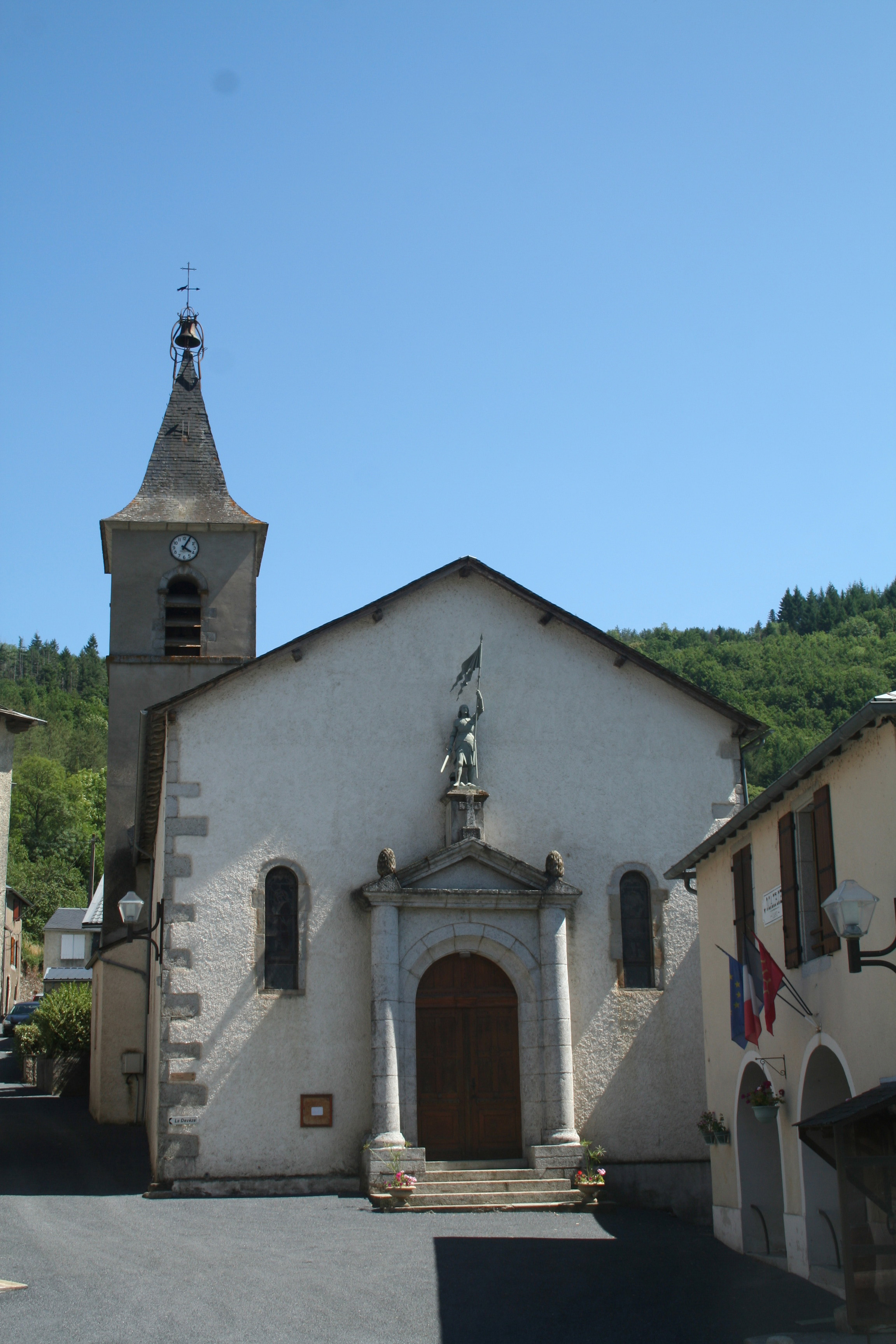
Église Notre-Dame et mairie.

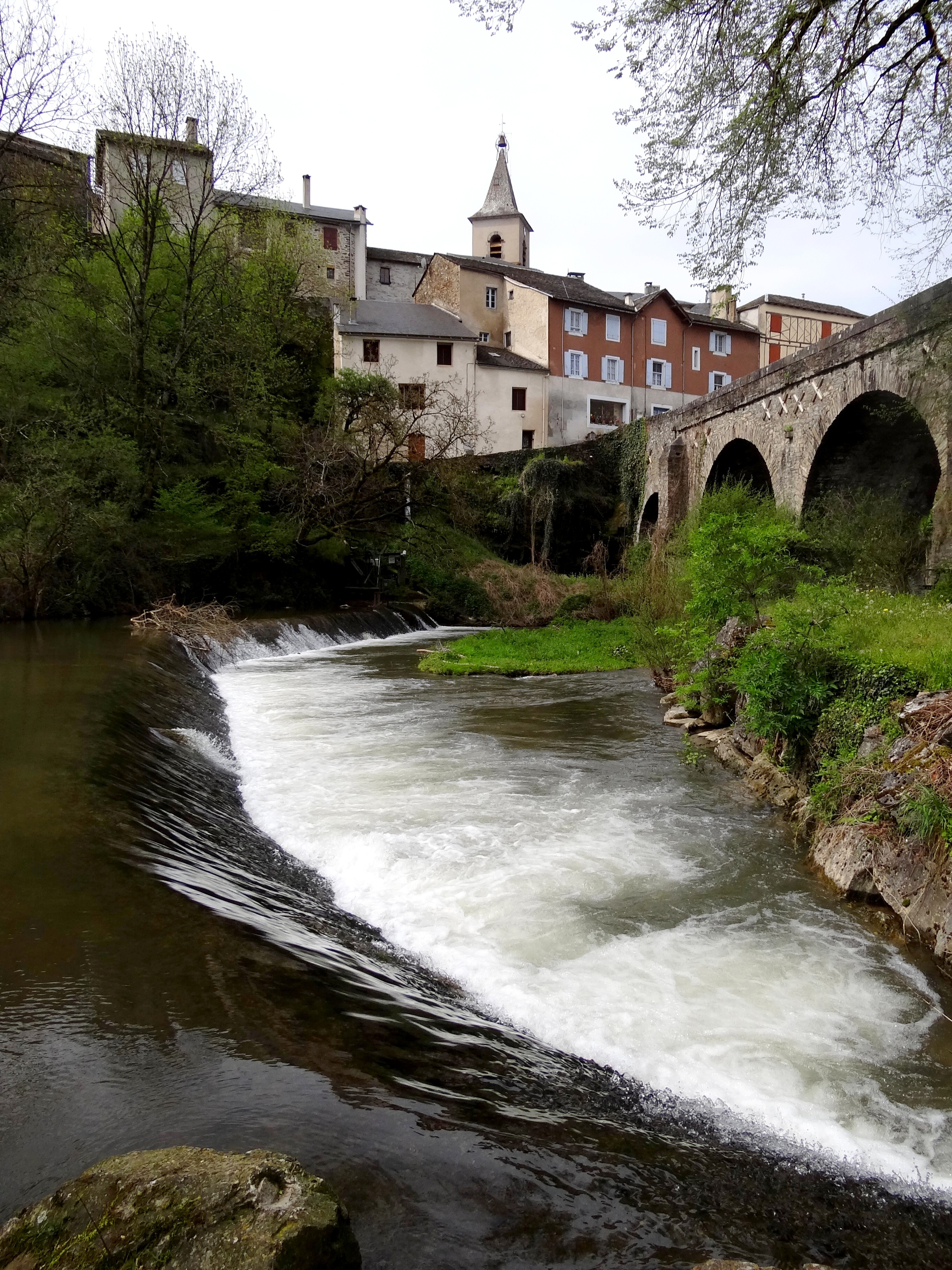
Chaussée au cœur du village, au pied du château

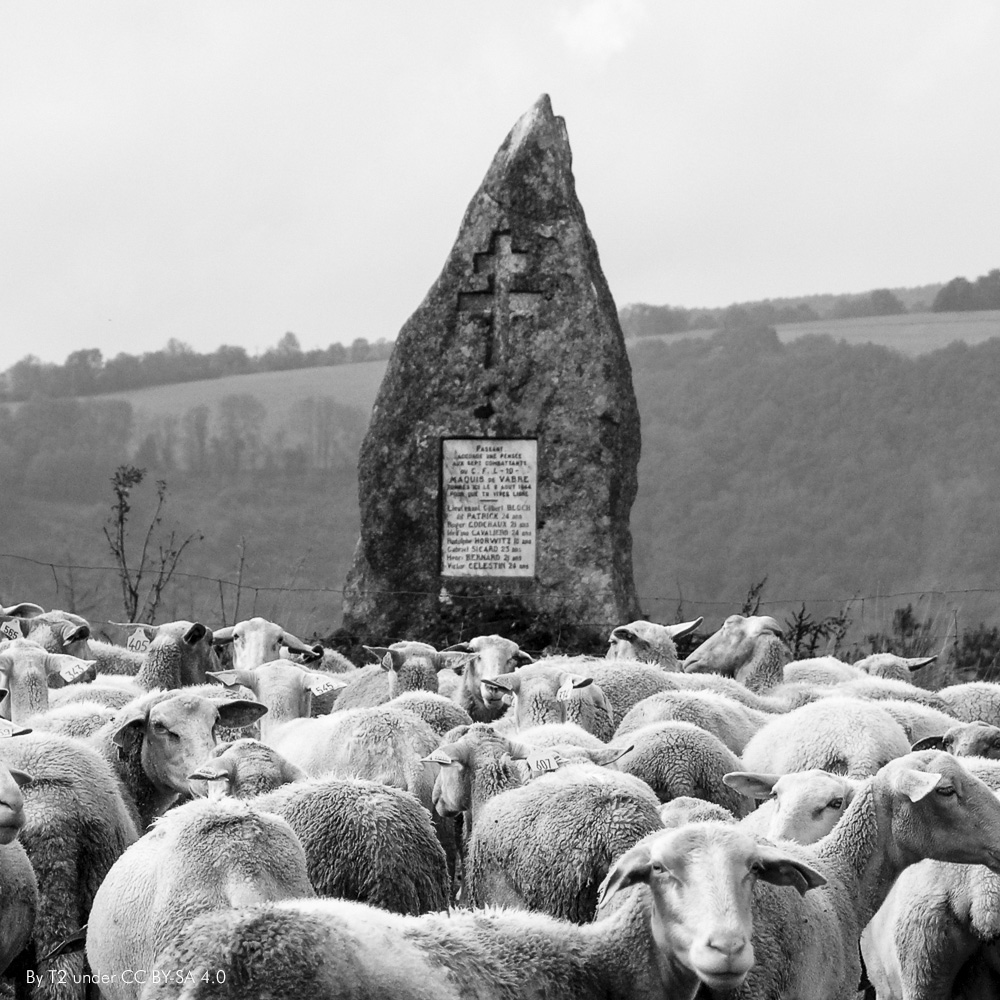
Stèle commémorative de l'attaque par l'armée allemande, le 8 août 1944, du terrain de parachutage des Maquis de Vabre

- Église Saint-Jean-del-Frech de Camalières du XIXe siècle.
- Église Saint-Michel-de-Léon de Roquecave.
- Église Saint-Pierre de Saint-Pierre-de-Combejac. Paroisse qui faisait partie des membres de la commanderie de Rayssac[52]. L'église est citée dès 1174 dans une sentence arbitrale entre l'évêque d'Albi et le prieur de l'Hôpital dans l'Albigeois[53]. De ce membre dépendait divers biens à Roquecezière, chapelle de Montfranc (Saint-Léonard de Carme), Le Cambajou, Pousthomy et Le Mas-Dieu[54].
- Temple protestant de Lacaze.
- Chapelle Saint-Jean-del-Frech dite du Plateau de Lacaze, de style rurale gothique du XVIe siècle[55].
- Cascade du Saut de la Truite à Saint Michel de Léon.
- Stèle de Laroque des Maquis de Vabre.Chapelle Saint Jean del Frech

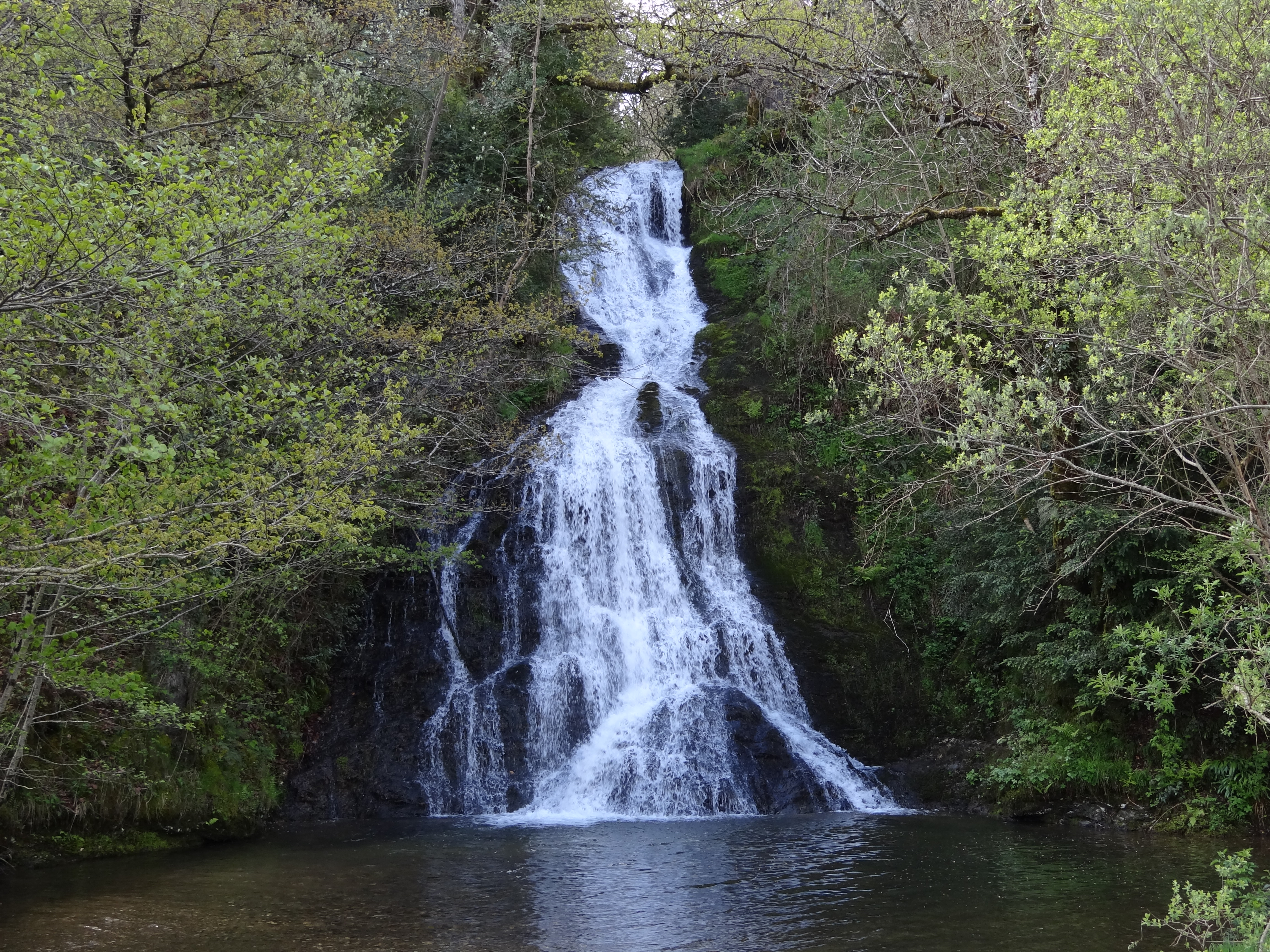

## Culture
La direction de publication et certaines assemblées générales de la revue Espéranto-info, dont le but est d’élever le niveau de connaissance du grand public francophone aux différents aspects de l’Espérantie, est à Lacaze.
Isolée dans ses vallées inaccessibles, la région devient naturellement bastion des protestants lors des guerres de religion puis des résistants lors de la seconde guerre mondiale.
Guerres de religion - Les Assemblées du désert : Lors de l'attaque de Saint Jean Del Frech en 1689, une centaine de protestants furent tués alors qu'ils assistaient à une assemblée du désert. Ces Assemblées clandestines permettaient aux protestants de pratiquer leur culte après la révocation de l'édit de Nantes en 1685.
Guerres mondiales - Le maquis : Symbole de l’œcuménisme qui prévalut dans les Maquis de Vabre, sur la stèle de Laroque, 7 noms. Les noms des 7 maquisards tués lors de l’attaque allemande du 8 août 1944, de 3 religions différentes. Lors du 55ème anniversaire, en 1999, un représentant de chacune de ces 3 religions a lu un texte devant la stèle.

### Personnalités liées à la commune
- Antoine Fabre (1860-1928), entrepreneur, établi à Béziers
- René Ricard, né au hameau de la Bessède, cofondateur de la fédération française de handball.
- Henri II de Bourbon Malauze, filleul d'Henri IV